# Herderrock
Herderrock is een muziekfestival te Herdersem, een deelgemeente van Aalst in de Belgische provincie Oost-Vlaanderen.
Het festival vond voor de eerste maal plaats in 1985 onder de vorm van een free podium. Dit werd georganiseerd door de KSA en Radio Expans in de tuin achter het jeugdhuis tijdens de centrumfeesten. Onder impuls van KAJ Herdersem groeide dit festival verder als extra evenement samen met de jaarlijkse septemberkermis in het dorp. Sindsdien vindt Herderrock jaarlijks plaats op de eerste zondag van september.
Optredende bands waren onder meer Pitti Polak, Gorki, Janez Detd., Hazel Collapses, en heel wat minder bekende bands uit de regio Aalst. Herderrock heeft altijd de bedoeling gehad een klein en gezellig festival te zijn dat vooral optredens wil aanbieden aan plaatselijke bands of aan beginnende bands uit Vlaanderen.
In 2004 besloten enkele leden van KAJ Herdersem om ook in januari een editie van Herderrock te starten. De naam werd Herderrock winter. Een vijftal bands trad op in een klein zaaltje.